# RC Grivița București
RC Grivița este un club de rugby din București care evoluează în Divizia Națională de Seniori. Au câștigat Liga Națională de Rugby de 12 ori și Cupa Campionilor Europeni la Rugby în 1964.

## Istoric
Cu o istorie de peste 80 de ani, este una dintre cele mai mari echipe de rugby românești din toate timpurile. La Grivița au jucat unele dintre cele mai mari nume ale rugbiului românesc, precum Gheorghe Pârcălăbescu, Constantin Titi Cocor, Dumitru "Bombi" Zamfir, Viorel Morariu, Mihai Wusek, Mihai Tibuleac, Valeriu Irimescu, Costel Stănescu, Radu Demian, Constantin Dinu, Cornel Scarlat și multe alte glorii ale sportului cu balonul oval din România, de multe ori coloana vertebrală a naționalei României în perioada sa de glorie fiind formată din grivițeni.
La 7 mai 1932, Asociatia Cultural-Sportivă a Căilor Ferate Române, la inițiativa inginerului Grigore Lăzărescu, a înființat secția de rugby. Zece zile mai târziu, in iunie, a depus cererea de afiliere la Federația Română de Rugby sub numele CFR, și a fost recunoscut de Federația Română de Rugby sub denumirea de CFR București.
Pe 3 iulie 1932, orele 18.30, noua echipă se întâlneste într-un meci amical cu echipa P.T.T., pe terenul “Federatie” al al U.F.S.R. (Uniunea Federatilor Sportive din Romania)- actualul stadion Arcul de Triumf, meci fluierat de Fernand Herck, presedintele comisiei de arbitrii. Meciul s-a terminat cu 8–8.
A debutat oficial cu un meci împotriva Tenis Club Român pe 15 octombrie a acelui an.
În CFR București câștigă Cupa RPR, după care a câștigat primul titlu de campionat național în 1948, al doilea în 1950 sub numele de Locomotiva CFR București, iar următoarele nouă titluri sub numele CFR Grivița Roșie București în anii 1955–1970, a dominat rugbyul românesc în special pe Dinamo și Steaua. Ultimul titlu național, a doisprezecea oară, l-a câștigat în competiția de ligă, în 1993. 

### Cupa Campionilor Europeni

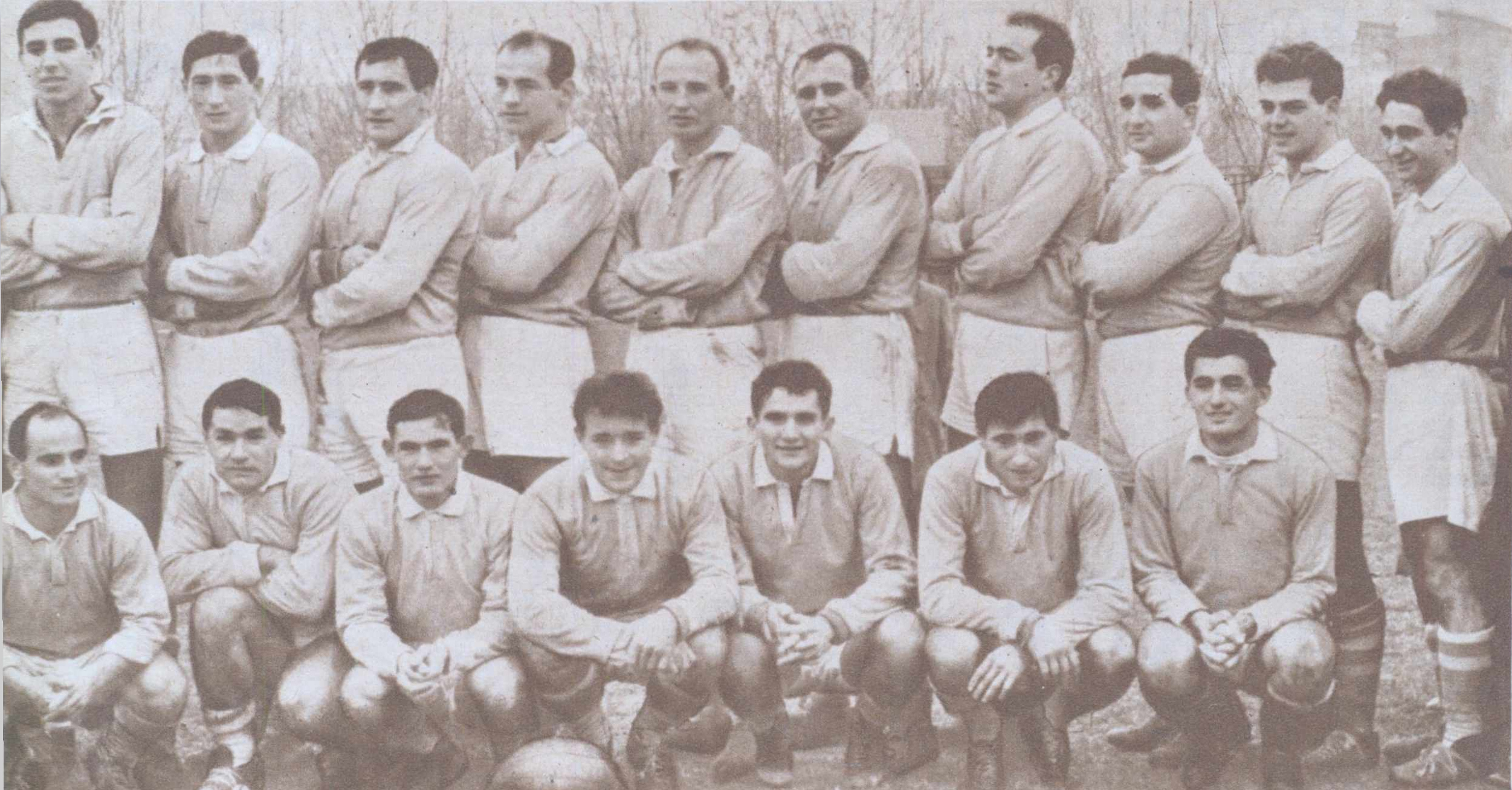
Echipa din 1963

Echipa a obținut succese și pe arena internațională - în 1962 a pierdut în finala Cupei Europene a Cluburilor în fața francezilor AS Béziers Hérault. Doi ani mai târziu, în anul 1964, care a reprezintat apogeul rugbyștilor grivițeni, Grivița Roșie într-un meci pe Stade Montois a învins Mont de Marsan, campioana Franței, cu 10-0 și a câștigat trofeul Ligii Campionilor. Iată formula câștigătoare: Irimescu – Balcan, Dragomirescu, Wusek, Teodorescu – Oblemenco, C. Stanescu – Iliescu, Demian, Moraru – Rusu, Stoenescu – Radulescu, Manole, Grigoriu. Antrenor: Viorel Morariu. Grivița a marcat două eseuri prin Oblemenco și Moraru, ambele transformate de Irimescu. In minutul 59, tabela de scor indica 10-0 in favoarea rugbystilor noștri, lucru care l-a scos din minți pe celebrul centru francez, Andre Boniface. Acesta, desi fusese avertizat anterior de către arbitru, l-a lovit fără balon cu pumnul pe pilierul grivițean Grigoriu, făcându-l pur și simplu K.O. pe acesta. Arbitrul l-a eliminat pe Boniface, însa cum acesta a refuzat sa părăsească terenul de joc, partida s-a încheiat, spre stupefacția tribunei, iar rezultatul a fost omologat 10-0 in favoarea Griviței, care astfel câștiga Cupa Campionilor Europeni.
Trecerea la profesionalism a rugby-ului a dus la declinul clubului, care a ajuns în ligile inferioare unde a petrecut 10 ani. Totuși, Grivița rămâne a treia cea mai titrată formație românească, fiind depășită numai de Steaua și Dinamo București.
În 2022, odată cu mărirea numărului de echipe din eșalonul de elită, Grivița a revenit în Liga Națională.

## Cronologia numelui
| Nume                               | Perioada     |
| ---------------------------------- | ------------ |
| CFR București                      | 1932–1950    |
| Locomotiva–CFR București           | 1950–1955    |
| Locomotiva București               | 1955–1957    |
| Locomotiva–Grivița Roșie București | 1957–1958    |
| CFR–Grivița Roșie București        | 1958–1960    |
| Grivița Roșie București            | 1962–1989    |
| Grivița București                  | 1990–1994    |
| R.C. Grivița – Castor București    | 1994–1997    |
| R.C. Grivița București             | 1998–prezent |

## Stadion

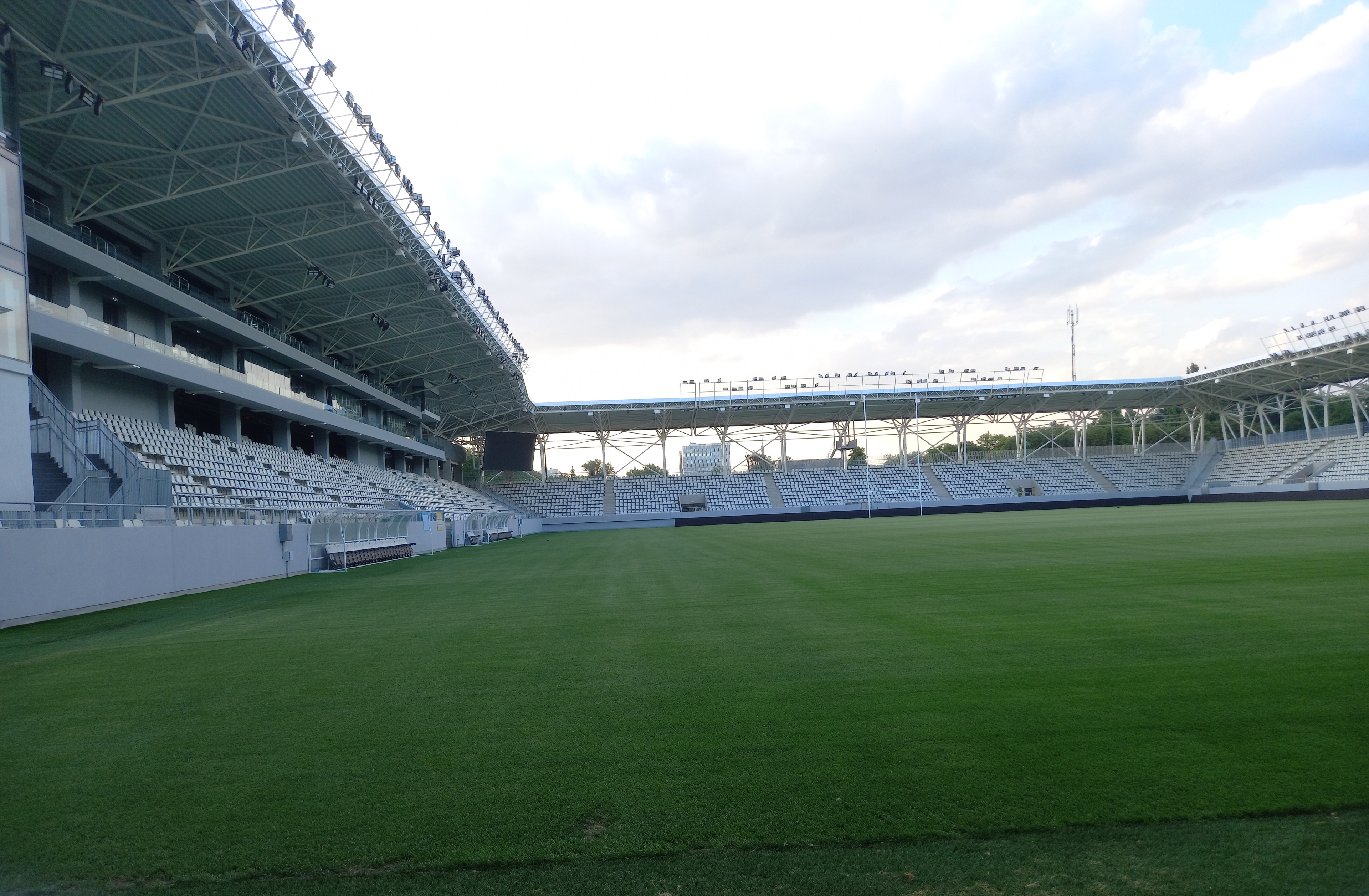
Stadionul Arcul de Triumf

Din anul 1953 are sediul și joacă pe Stadionul Parcul Copilului din București. Pentru meciurile de top, clubul folosește Stadionul Arcul de Triumf.

## Titluri

### Pe plan intern
Campionatul României
 Campioni (12) : 1948, 1950, 1955, 1957, 1958, 1959, 1960, 1962, 1966, 1967, 1970, 1993
 Cupa României:
 Câștigători (5) : 1947, 1948, 1982, 1984, 1985

### Pe plan european
Cupa Campionilor Europeni:
 Câștigători (1) : 1964
 Finaliști (1) : 1962

## Echipa actuală
În ediția 2022 a Ligii Națională de Rugby, lotul actual este următorul:
Notă: Steagurile indică naționalitatea după cum e definită de regulile World Rugby. Jucătorii pot deține mai mult de o cetățenie.
| Jucător           | Post                              | Uniune |
| ----------------- | --------------------------------- | ------ |
| Radian Dima       | Pilier                            | ROU    |
| Cătălin Oancea    | Pilier                            | ROU    |
| Petre Mihaiuc     | Pilier                            | ROU    |
| Vasile Șeicaru    | Pilier                            | ROU    |
| Marian Forminte   | Pilier                            | ROU    |
| Andrei Iacob      | Taloneur                          | ROU    |
| Alexandru Oancea  | Taloneur                          | ROU    |
| Sorin Iancu       | Linia a II-a                      | ROU    |
| Claudiu Podoleanu | Linia a II-a                      | ROU    |
| George Antonescu  | Linia a II-a                      | ROU    |
| Andrei Dănilă     | Flanker                           | ROU    |
| Vasilică Mercone  | Flanker                           | ROU    |
| Răzvan Pașnicu    | Flanker                           | ROU    |
| Damian Ispas (c)  | Format:Rugby squad player/role/BR | ROU    |

| Jucător           | Post                   | Uniune |
| ----------------- | ---------------------- | ------ |
| Ștefan Pătrașcu   | Mijlocaș la deschidere | ROU    |
| Lombard Vincent   | Mijlocaș la deschidere | FRA    |
| Andrei Șerban     | Mijlocaș la grămadă    | ROU    |
| Robert Constantin | Mijlocaș la grămadă    | ROU    |
| Mihai Cernean     | Mijlocaș la grămadă    | ROU    |
| Cătălin Neacșu    | Centru de treisferturi | ROU    |
| Richard Plopeanu  | Centru de treisferturi | ROU    |
| Silviu Mircea     | Aripă de treisferturi  | ROU    |
| Marius Ioana      | Aripă de treisferturi  | ROU    |
| Ionuț Latu        | Aripă de treisferturi  | ROU    |
| Bogdan Iacovache  | Fundaș                 | ROU    |
| Alexandru Mircea  | Fundaș                 | ROU    |
| Florin Iancu      | Fundaș                 | ROU    |

## Foști jucători de seamă
| - Gheorghe Pârcălăbescu, - Constantin Titi Cocor, - Dumitru "Bombi" Zamfir, - Viorel Morariu, - Mihai Wusek, - Mihai Tibuleac, - Valeriu Irimescu, - Costel Stănescu, - Radu Demian, - Constantin Dinu, - Cornel Scarlat |